# Ostróda
Ostróda (in tedesco: Osterode) è una città del voivodato della Varmia-Masuria in Polonia, nella regione della Masuria, con 33 603 abitanti (il 1º gennaio 2005). Sorge sulla Terra dei laghi della Masuria ed è un centro di attrazione turistica a causa dello scenario naturale che circonda la città.

## Storia
Ostróda era in origine un insediamento prussiano su un'isola del delta fluviale dove il Drwęca si getta nel Lago Drwęckie. Nel 1270 l'Ordine Teutonico iniziò a costruire fortificazioni in legno, per controllare l'insediamento originario e per difendere i coloni tedeschi. Essi diedero un nuovo nome alla città: Osterode, come Osterode am Harz nella Bassa Sassonia, in Germania (ora le città sono gemellate). Tra il 1349 e il 1370 l'Ordine rimpiazzò le costruzioni in legno e terra con un castello di pietra. La città divenne presto il centro amministrativo regionale dell'Ordine.
Dopo la Battaglia di Grunwald (1410), Klaus von Döhringen conquistò il castello di Ostróda e consegnò la città al vittorioso Ladislao II di Polonia. Durante la Guerra dei tredici anni (1454-1466) Ostróda fu ripetutamente conquistata dai polacchi, prussiani e dai cavalieri teutonici. Dopo la guerra fu feudo del Regno di Polonia. Dal 1633 al 1639, con il consenso del re Ladislao IV Vasa, la città fu amministrata da Giovanni Cristiano di Brieg, uno degli ultimi principi della dinastia dei Piast polacchi; è morto qui.

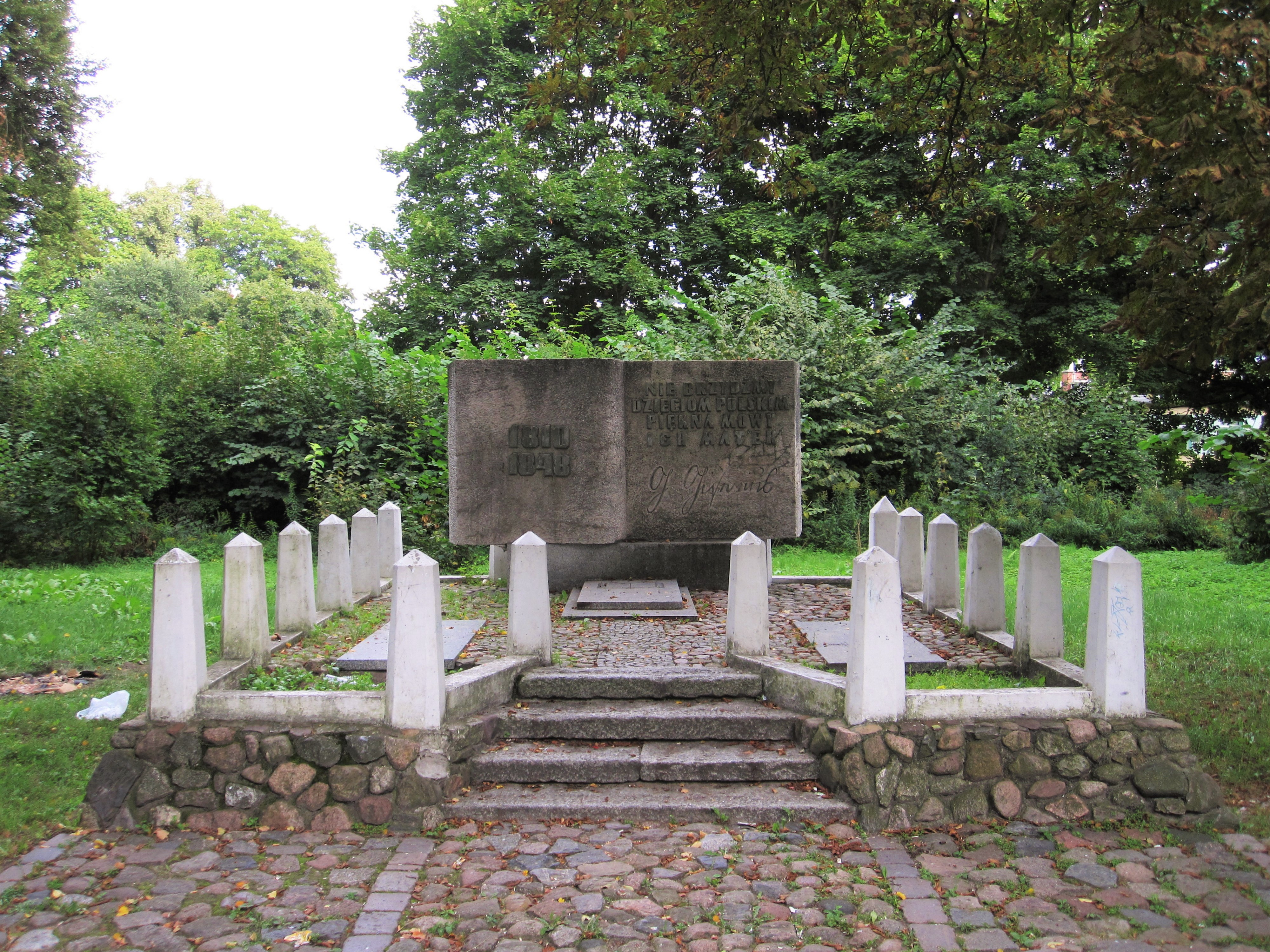
La tomba di Gustaw Gizewiusz nel cimitero di Ostróda

Dal 1701 divenne parte del Regno di Prussia e dal 1772, parte della provincia della Prussia Orientale. Nel 1818 diventò sede di un Kreis, distretto del Regno di Prussia. I polacchi erano ancora la maggioranza degli abitanti della regione. Con la creazione dell'Impero tedesco, che comprendeva la Prussia, Ostróda entrò a farne parte. Nel 1890, i polacchi costituivano il 62% degli abitanti di Circondario del Osterode.
Dopo la prima guerra mondiale e la rinascita della nazione polacca, Ostróda rimase comunque parte della Germania.
Durante la Seconda guerra mondiale, Ostróda, che aveva perso la sua popolazione ebrea dell'anteguerra a causa della persecuzione nazista, fu occupata dall'Armata Rossa sovietica nella primavera del 1945. Dopo la guerra la città fu data alla Polonia e la popolazione tedesca fu rimpiazzata con polacchi. 
Dal 1975 al 1998 la città ha fatto parte del voivodato di Olsztyn, mentre dal 1999 è nel voivodato della Varmia-Masuria.

## Sport
La più importante società calcistica è Sokół Ostróda.

## Galleria d'immagini

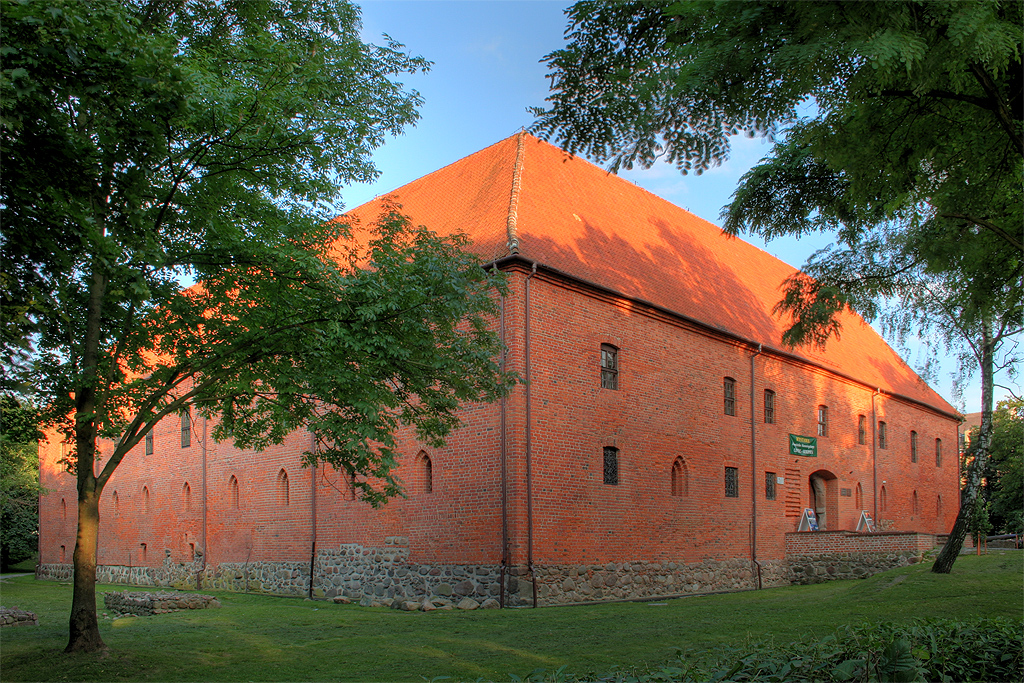
Il castello, ora un museo
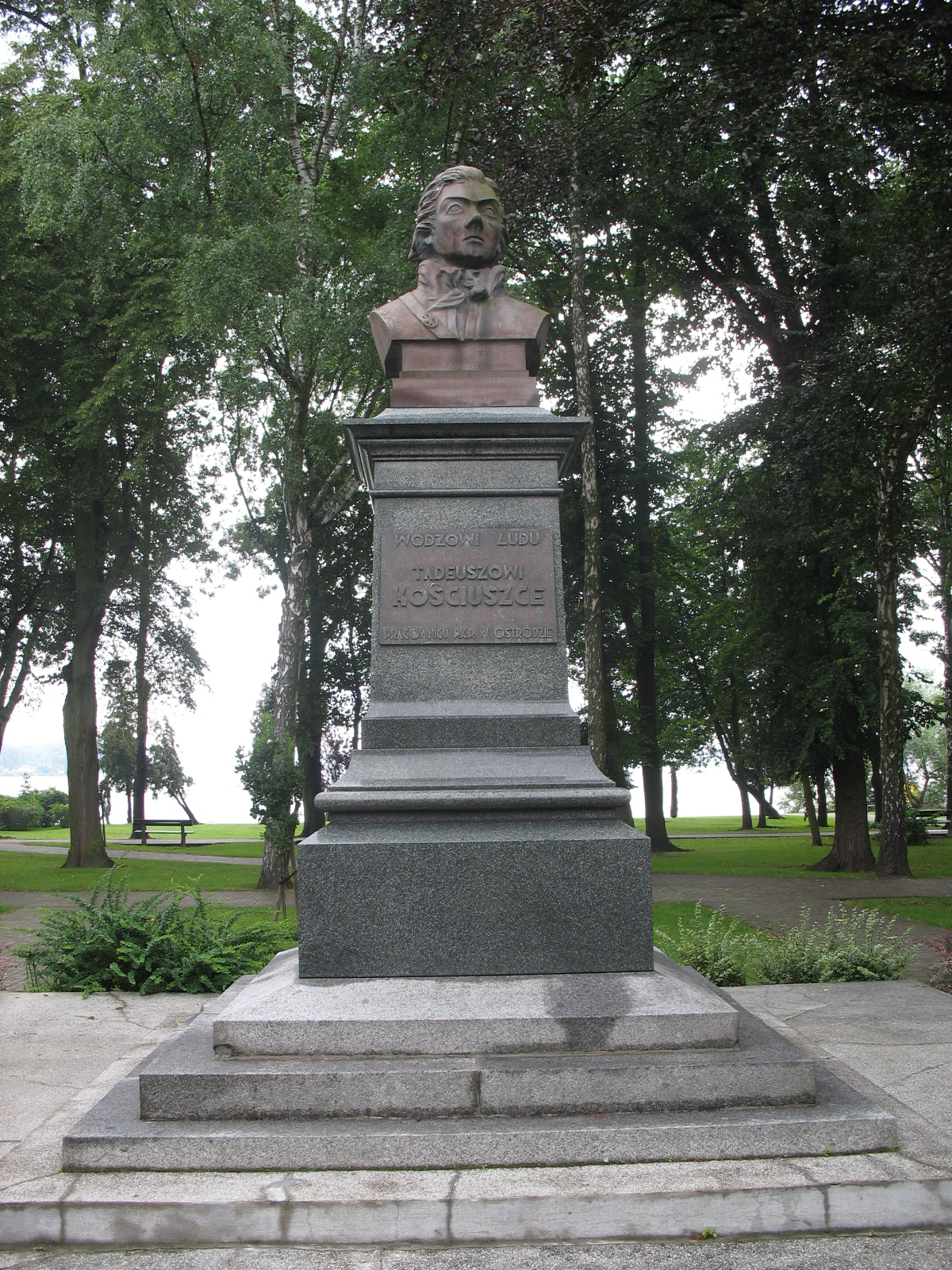
Monumento di Tadeusz Kościuszko
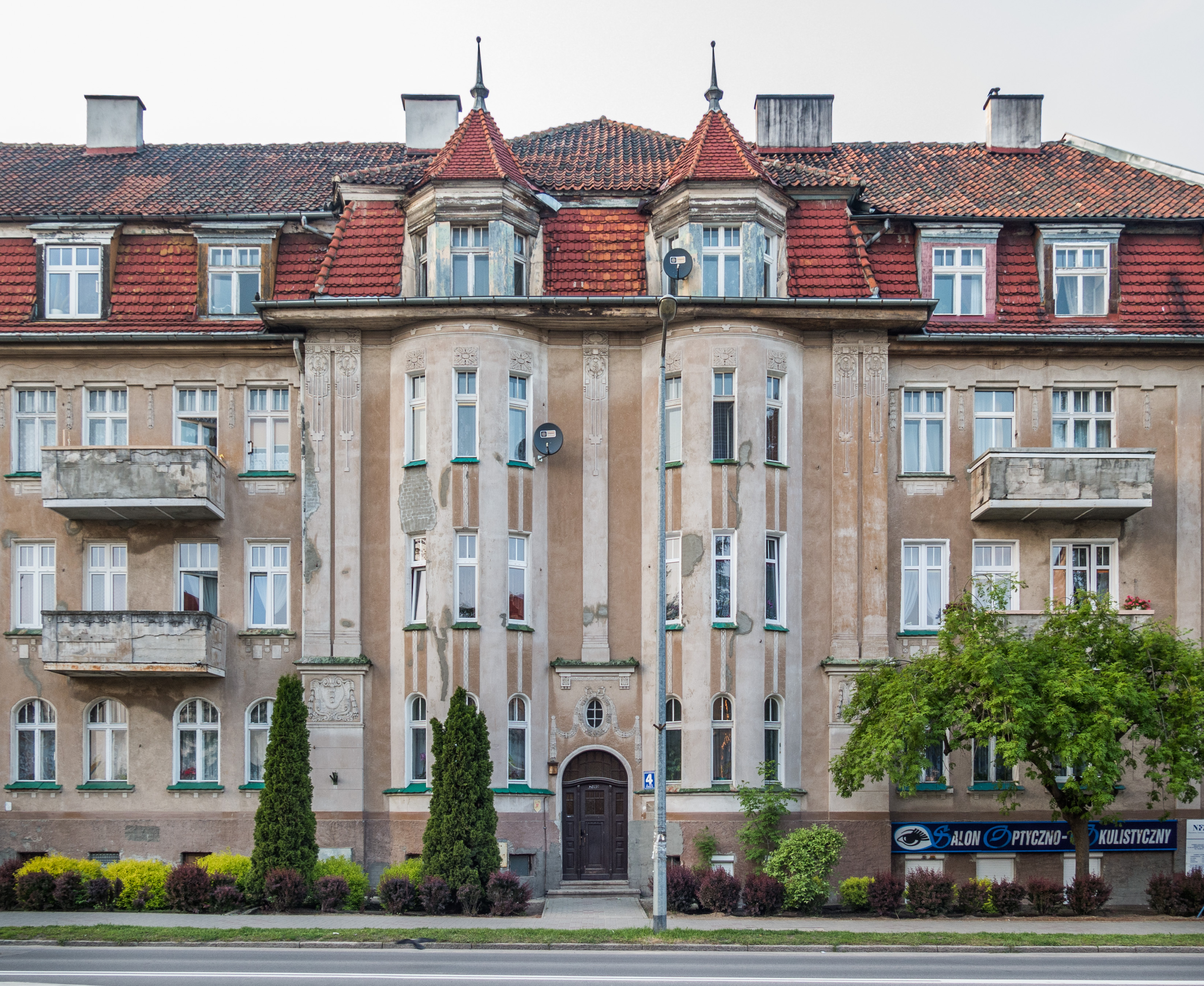
Un esempio di edifici in stile Art Nouveau
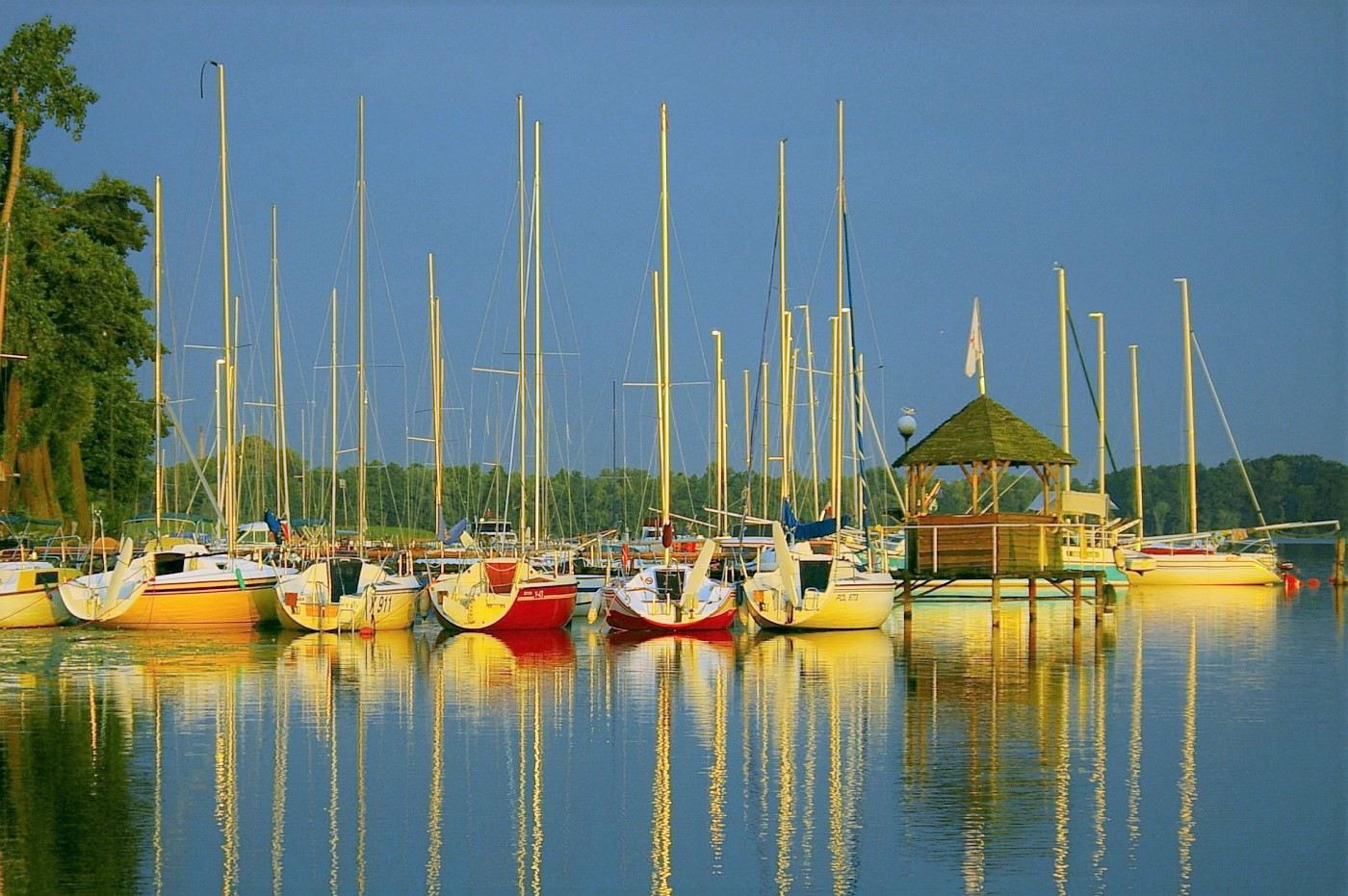
Un porto turistico sul Lago Drwęckie
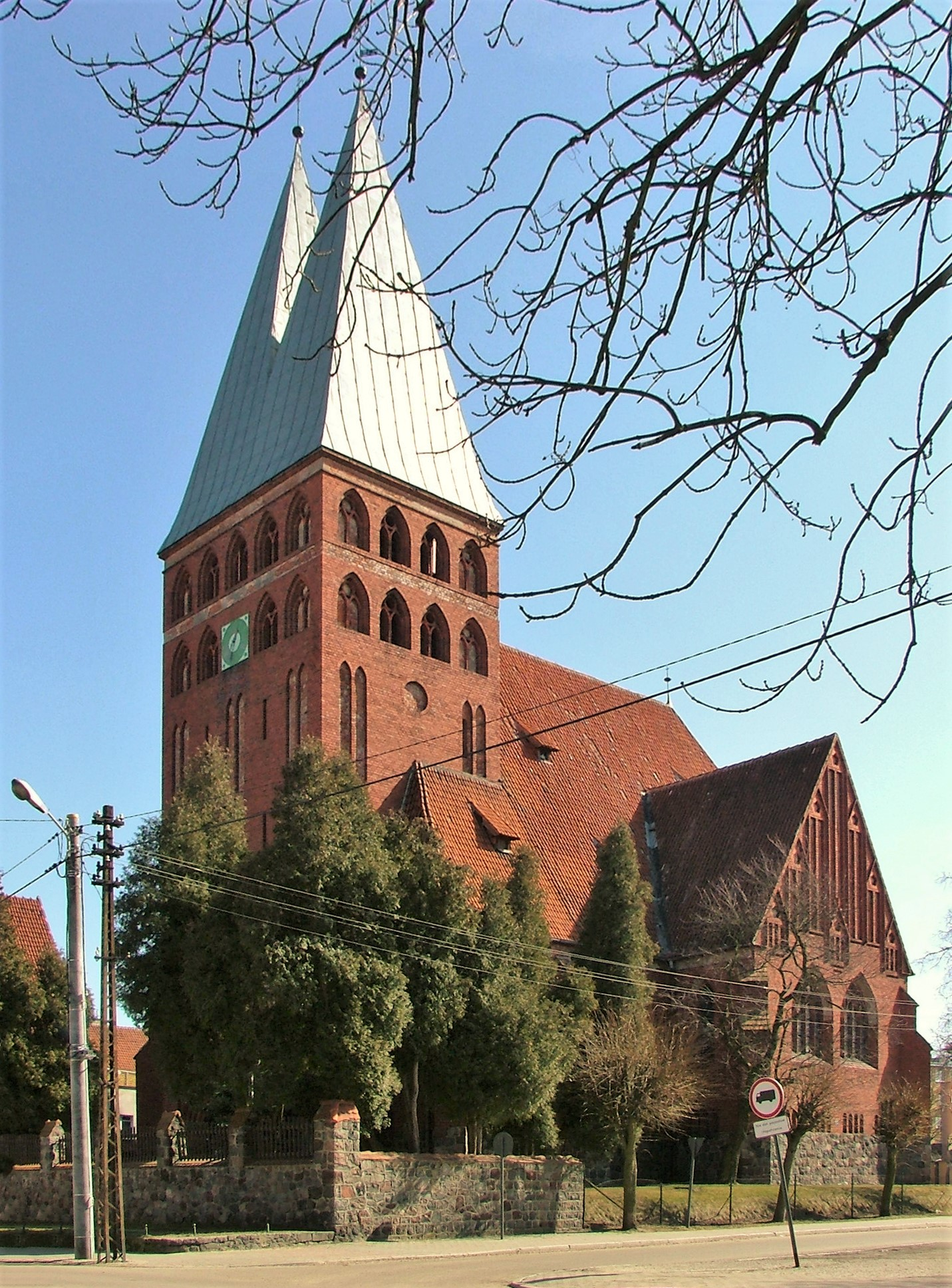
Chiesa evangelica